# الخط الأحمر (مترو دبي)
الخط الأحمر هو أحد خطوط قطارات الركاب التابعة لشبكة مترو دبي في الإمارات العربية المتحدة. تم افتتاح الجزء الأول من الخط في 9 سبتمبر 2009 بواقع 10 محطات، ومن المتوقع أن يكتمل بناء الباقي في فبراير من العام القادم، حيث أنه سيضم 29 محطة بطول 52.1 كم.

## الوضع الحالي
ابتداءً من 10 سبتمبر 2009، 10 مواقف من أصل 29 ستكون متوفرة للعامة، وهي كالآتي:
- الراشدية
- مبنى المطار رقم 3
- ديرة سيتي سنتر
- الرقة
- الإتحاد
- خالد بن الوليد
- الجافلية
- المركز المالي
- مول الإمارات
- نخيل هاربر أند تاور

## أوقات التشغيل
أوقات تشغيل الخط الأحمر ومحطاته في أيام الأسبوع هي كالآتي:
- السبت - الخميس : من 6 صباحاً حتى 11 مساء.
- الجمعة : من 2 مساء حتى منتصف الليل.

التردد في أوقات الذروة سيكون قطاراً كل 3 دقائق و 45 ثانية، ولكن في بداية التشغيل سيكون التردد قطاراً كل 10 دقائق في جميع الأحوال.

## التذاكر
الجدول التالي يبين أنواع البطاقات والتذاكر المستخدمة في دبي مترو، حيث يمكن شرائها وشحنها من خلال آلات البيع المتوفرة في المحطات:
| الفئة             | السعر                        | المميزات |
| ----------------- | ---------------------------- | --- |
| بطاقة نول الفضية  | 20 درهم (شامل 14 درهم كرصيد) | شحن حسب الحاجة تكلفة كل رحلة تبدأ من 1.8 إلى 5.8 درهم                                                        |
| بطاقة نول الزرقاء | 70 درهم (شامل 20 درهم كرصيد) | شحن حسب الحاجة تكلفة كل رحلة تبدأ من 1.8 إلى 5.8 درهم آمنية أفضل تؤهل حاملها لمكافآت توفر خدمات على الإنترنت |
| بطاقة نول الذهبية | 20 درهم (شامل 14 درهم كرصيد) | شحن حسب الحاجة تكلفة كل رحلة تبدأ من 3.6 إلى 11.6 درهم تؤهل حاملها لاستخدام العربات الذهبية                  |
| تذكرة حمراء       | 2 درهم\4 درهم                | تكلفة كل رحلة هي 2 درهم للعربات العادية، و4 درهم للعربات الذهبية                                             |

## إحصاءات
عند الانتهاء من بناء الخط كاملاً:
- سيضم 29 محطة، 24 منها مرفوعة على جسور، 4 تحت الأرض، وواحدة على مستوى الأرض.
- سيمتد بطول 52.1 كم، منها 4.7 كم تحت الأرض.
- ستستغرق الرحلة كاملة حوالي 60 دقيقة.
- معدل السرعة حوالي 90 كم/ساعة بدون سائق.
- التوقف في كل محطة سيستغرق حوالي 20-30 ثانية.
- سيخدم الخط 62 قطاراً (بدون سائق).

## محطات مهمة
محطتي الإتحاد وخالد بن الوليد ستوفران خدمة الانتقال بين الخطوط، حيث أن في كل من المحطتين، الخط الأحمر والخط الأخضر سيلتقيان.
مستودع القاطرات الرئيسي سيكون في محطة الراشدية، بالإضافة إلى مستودع ثانوي في محطة جبل علي.

## التوسعة
توسعة الخط الأحمر ليمتد إلى حدود جبل علي مع أبوظبي هي الآن قيد التصميم، إن تمت، سيضاف 12 كم إلى طول الخط الحالي.